# Calvaire de Moulins-en-Tonnerrois
Le calvaire de Moulins-en-Tonnerrois est un calvaire situé à Moulins-en-Tonnerrois, en France.

## Localisation
Le calvaire est situé dans le département français de l'Yonne, sur la commune de Moulins-en-Tonnerrois.

## Historique
L'édifice est classé au titre des monuments historiques en 1912.